# Gut Nanderath

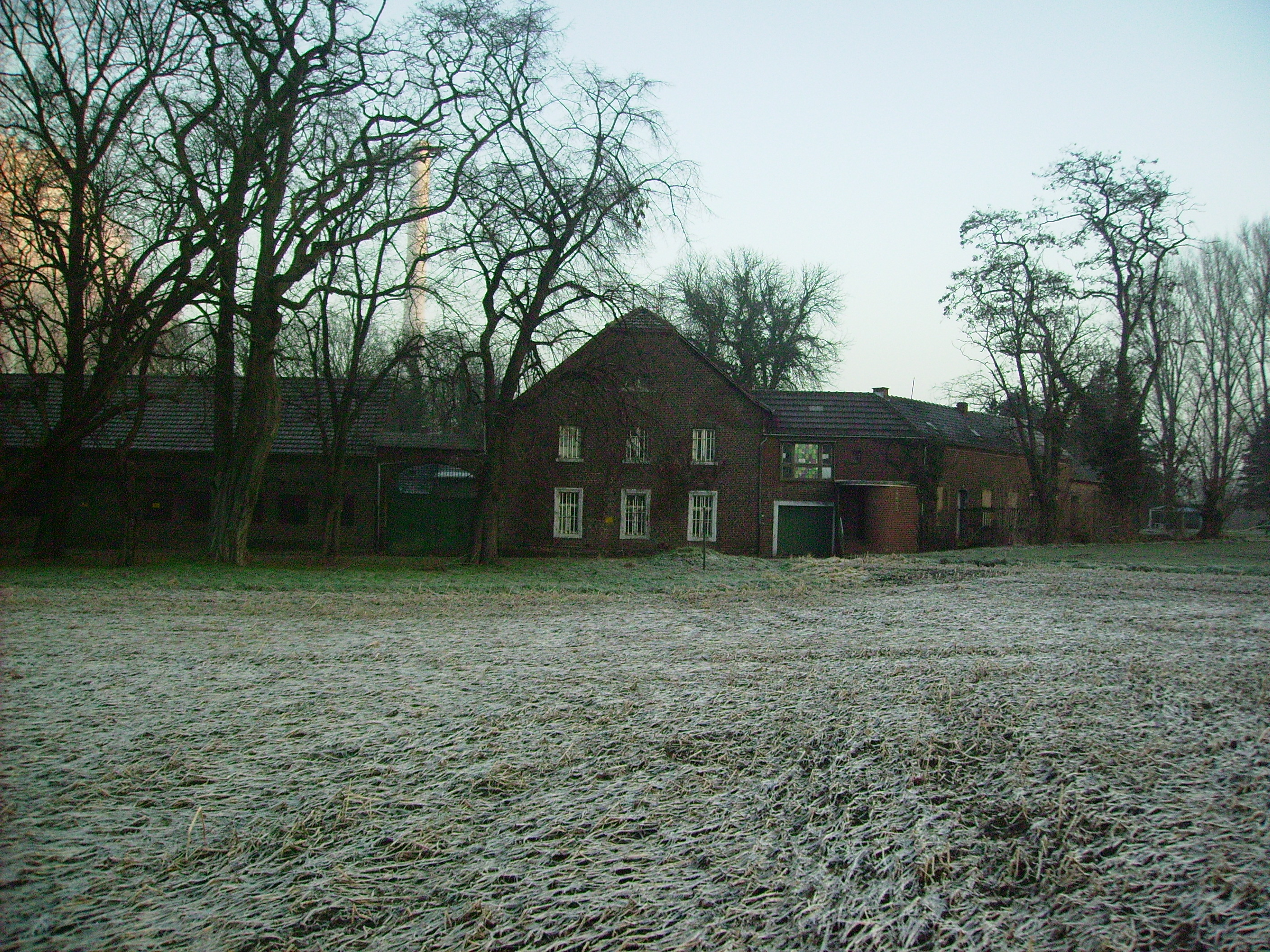
Gut Nanderath mit Hofeinfahrt 2011, im Hintergrund Braunkohlekraftwerk Neurath

Gut Nanderath war ein Gutshof im Stadtteil Neurath von Grevenbroich in Nordrhein-Westfalen. Der Hof stand unter Denkmalschutz.

## Lage
Der Gutshof Nanderath lag östlich von Neurath am Blesdycker Weg, der über die Gutshöfe Neuhöfchen und Karlshof nach Vanikum führt. Südlich liegen der neue Marienhof an der Gürather Höhe (Abraumhalde) sowie Gommershoven. Nördlich liegen die Güter Ingenfeld, Krahwinkel und Annenhof und das Braunkohlekraftwerk Neurath.

## Landschaft
Die ehemals durch Gutshöfe und landwirtschaftliche Dörfer geprägte Landschaft wird heute weithin sichtbar durch Kraftwerke und Abraumhalden der rheinischen Braunkohle bestimmt.

## Geschichte
Gut Nanderath entstand wie Kaulen, Gürath (beide durch Braunkohletagebau in den 1940er Jahren abgerissen) und Ingenfeld als wasserumwehrter Lehnshof durch die Grafen von Hochstaden von Frimmersdorf her, das noch weiter westlich von Neurath liegt. Gut Nanderath wurde 1465 erstmals urkundlich erwähnt. Es befand sich im Besitz des Klosters Langwaden, das es weiterverpachtete. 1634 verfügte das Gut über 150 Morgen Ackerland und acht Morgen Buschland. 1807 wurde das Gut nach Säkularisation an Jakob Mandewirth verkauft, den Bürgermeister von Frimmersdorf.
Die letzten Gebäude im Jahr 2011 stammten aus dem 19. Jahrhundert. Der Dreiseithof wurde in der zweiten Hälfte des 19. Jahrhunderts nach Norden geschlossen und wurde damit zum Vierseithof.
Gut Nanderath befindet sich seit 1969 im Eigentum der RWE-Power AG. Seit 2002 war der Hof nicht mehr bewohnt und die Gebäude wurden dem Verfall preisgegeben.
Das Gut war bis 2011 ein geschütztes Baudenkmal. Der Denkmalschutz wurde von der Stadt Grevenbroich aufgehoben und das Gut von der RWE-Power AG am 17. Februar 2011 abgerissen.